# Boussières-sur-Sambre
Boussières-sur-Sambre – miejscowość i gmina we Francji, w regionie Hauts-de-France, w departamencie Nord.
Według danych na rok 1990 gminę zamieszkiwały 423 osoby, a gęstość zaludnienia wynosiła 129 osób/km² (wśród 1549 gmin regionu Nord-Pas-de-Calais Boussières-sur-Sambre plasuje się na 835. miejscu pod względem liczby ludności, natomiast pod względem powierzchni na miejscu 822.).